# 管头镇
管头镇，是中华人民共和国山西省临汾市乡宁县下辖的一个乡镇级行政单位。

## 行政区划
管头镇下辖以下地区：
管头村、石窑村、袁家村、燕家河村、井上村、长镇村、东团村、胡村、樊家坪村、下善村、榆泉村、前台村、上善村、万上村、苍上村、甘泉村和圪咀头村。